# Mošćanica (jezero u BiH)
Mošćanica je umjetno jezero u općini Zenica, Federacija Bosne i Hercegovine, BiH, kod naselja Mošćanice.

## Povijest
Jezero je nastalo na mjestu gdje se kopalo radi istraživanja terena radi eksploatacije ugljena. Od 1960. godine se istraživalo. Od 1999. nije se kontinuirano vadilo ugljen na Mošćanici. U međuvremenu se na mjestu kopanja formiralo ovo jezero koje ljeti privlači kupače.

## Osobine
Nastalo je punjenjem jednog od rudarskih okana, na prostoru davno napuštenog rudnika. Kupanje na ovom jezeru je ilegalno jer ovo područje nikada nije proglašeno (javnim) kupalištem, jer ovo su prostori koji pripadaju rudniku Mošćanica čije su ovo rudarske jame i pristup osobama koje nisu zaposlenici je zabranjen. Nije poznato je li rudnik ikad ispitivala kakvoću vode pa se ne zna stupanj zagađenosti. Do danas nije utvrđena dubina jezera, za koju se zbog činjenice da je ovo staro rudarskog okno može pretpostaviti da je velika. Jezero povremeno poprima boju hrđe. Pretpostavlja se da je to vjerojatno od rude i napuštenih strojeva kojih ima u blizini uređenih plaža ali i prema tvrdnjama mještana i ispod površine vode.

## Vanjske poveznice
- Faktor.ba B. M./Faktor.ba: Spas od ljetnih vrućina: Zeničani sve više posjećuju jezero Mošćanica (FOTO), 8. srpnja 2015.